# Bicicletas Rabasa
Bicicletas Rabasa es una empresa española de bicicletas, con sede en Mollet del Vallès (Barcelona). La compañía fue fundada por Simeó Rabasa i Singla. Inició su actividad en 1922, originalmente como un taller de reparación de bicicletas. En la actualidad se dedica a la fabricación de bicicleta utilitaria y a la distribución de complementos.

## Historia
El primer local de bicicletas Rabasa se inaugura en 1922. Se trata de un local de venta, alquiler y reparación de bicicletas fundado por Simeó Rabasa i Singla. Tres años más tarde Rabasa amplía la sociedad con su cuñado, Vicens Solà. Y en pocos años la empresa consigue veintiuna sucursales de venta y alquiler de bicicletas repartidas por la comarca del Vallès. Introduce la compra a plazos sin intereses y fomenta las clases de bicicleta a mujeres.

En 1930 Rabasa y Solà se separan y, un año después, Simeó Rabasa i Singla inaugura un nuevo taller en la localidad de Martorelles (Barcelona). Las nuevas instalaciones le permiten fabricar guardabarros y especializarse en la producción de cuadros y conjuntos, solos o independientes. 

Durante la guerra civil española, la producción se ve reducida debido a las dificultades de aprovisionamiento. Finalmente, la fábrica es confiscada por el gobierno de la República que la utiliza para reparar motores de aviones del ejército.

Tras la guerra civil, la producción se retoma. En 1944 Simeó Rabasa i Singla crea una sociedad limitada con su hermano Josep Rabasa i Singla, denominada Bicicletas Rabasa. A partir de entonces, el negocio de las bicicletas comparte protagonismo con la producción de componentes para motocicletas

En 1950 Bicicletas Rabasa se convierte en Nacional Motor SA y presenta en la Feria de Muestras en Barcelona la primera motocicleta Derbi (acrónimo que proviene de la expresión «derivado de bicicleta»). A la empresa se la conoce comercialmente como Rabasa Derbi.

En 1970 la compañía se divide en dos. La producción de bicicletas queda bajo la dirección de Margarita Rabasa (hija de Simeó Rabasa y Singla) y Dante Adami, que fundan una nueva planta de bicicletas en la localidad de Mollet del Vallès. Las nuevas instalaciones ocupan 26 000 m². Producen cerca de dos millones de bicicletas hasta el año 1996, cuando la planta cierra sus puertas.

En 2011 el empresario Albert Adami Rabasa reinicia la comercialización de bicicletas Rabasa. La empresa tiene por nombre comercial Rabasa Cycle y se centra en la producción de bicicleta utilitaria.

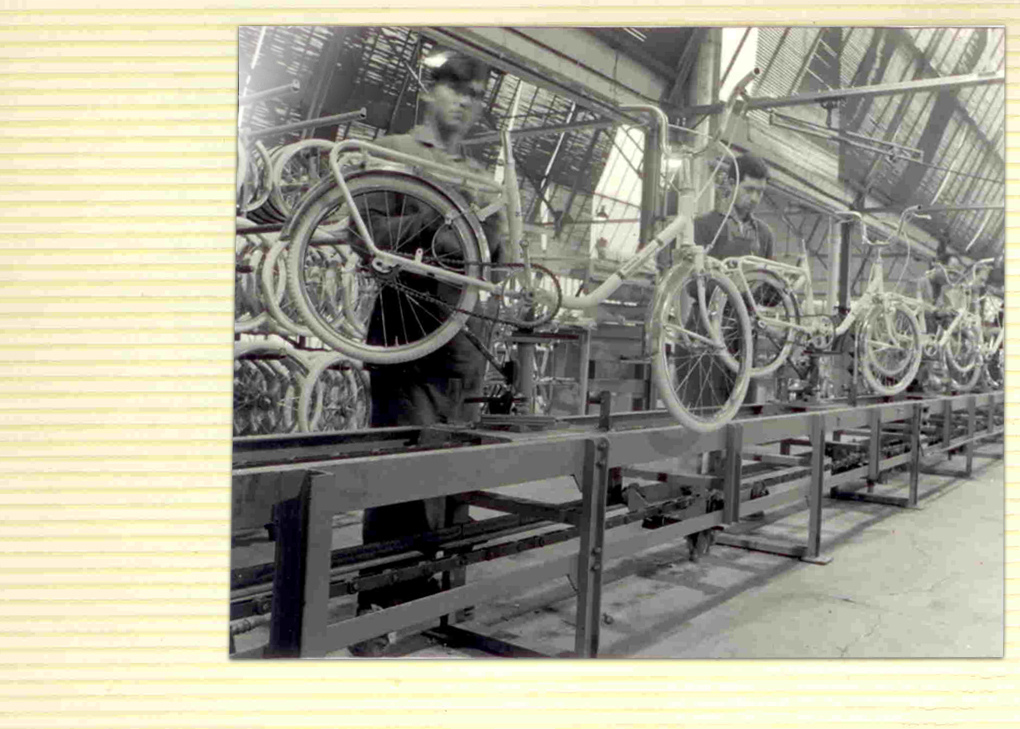
Antigua fábrica de Bicicletas Rabasa en Mollet del Vallès.
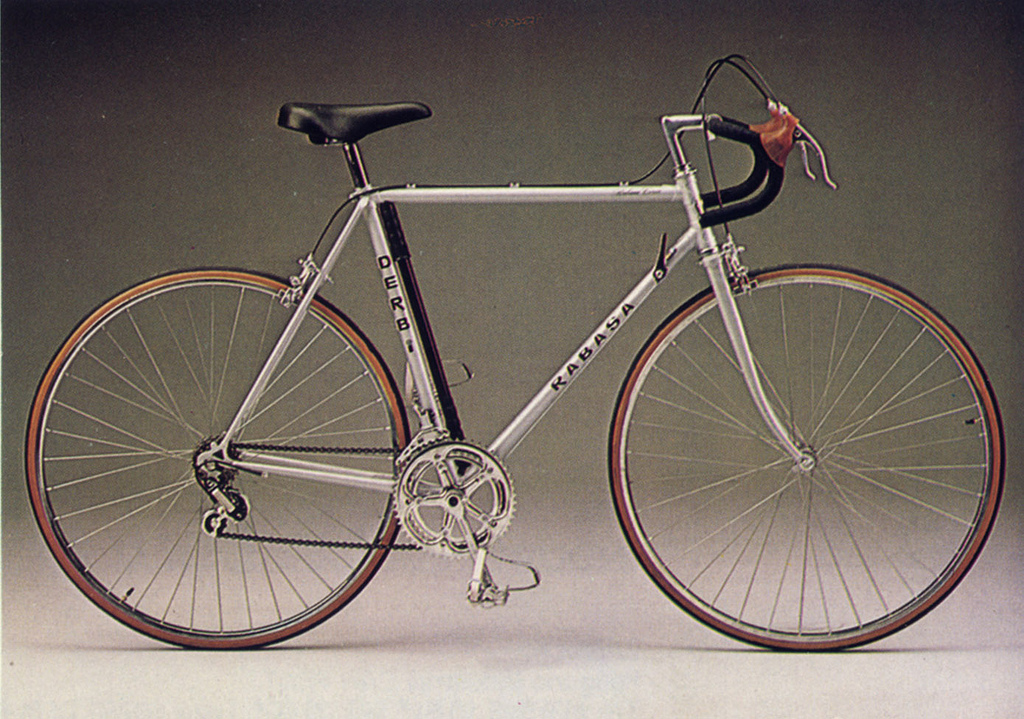
Modelo Rabasa Corsa.
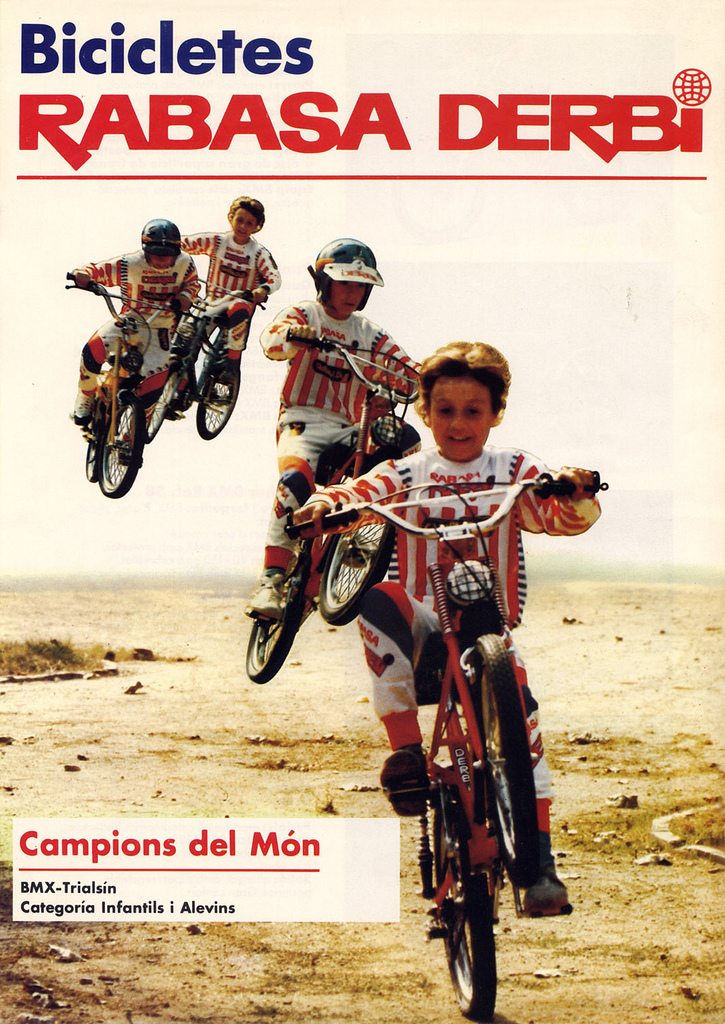
Portada del catálogo de las bicicletas Rabasa Panther Cross.

## Modelos
Panther BMX

Las bicicletas deportivas de trial de esta gama se comercializaron durante los años 80. El equipo Rabasa DERBI de trial de ciclismo conquistó cuatro campeonatos mundiales y nueve campeonatos de España en categorías benjamín, alevín, infantil y cadete. Sus ciclistas competían con modelos de la gama Panther BMX.

Lady y Hollyday

En sus comienzos como taller en los años 20, Rabasa fomentó las clases de bicicleta para mujeres. Posteriormente, como fabricante de bicicletas desarrolló diversos modelos pensados específicamente para el sector femenino, como las bicicletas Lady y Holiday.

Cross-Jet

El modelo Cross-Jet BMX-Panther tuvo un gran éxito entre el público adolescente en los años 80. Destacaba por su freno de tambor y por la variedad de complementos disponibles. El modelo participó en numerosos campeonatos nacionales y mundiales de trial de ciclismo.